# Delfí Donadiu i Puignau
Delfí Donadiu i Puignau (Vilajuïga, Alt Empordà, 1845 - Barcelona, 1904) fou un lexicògraf, hebraista i filòsof català.
Va estudiar a l'institut de Figueres i posteriorment cursa la carrera eclesiàstica als seminaris de Girona i Barcelona, mentre realitzava els estudis de Filosofia i Lletres, fins que va obtenir el títol de doctor a la Universitat de Barcelona. Va ser professor auxiliar de metafísica, literatura grega i literatura llatina a la Universitat de Barcelona fins que el 1882 fou nomenat catedràtic de llengua hebrea (1882) i de filosofia d'aquesta universitat. També havia exercit com a professor de Dret Canònic, Teologia moral i Patrologia al Seminari Conciliar de Barcelona. Ocupà nombrosos càrrecs acadèmics, entre els quals el de Director de la Secció de Filosofia i Literatura, vocal i secretari de l'Academia Barcelonesa filosófico-científica de Santo Tomás de Aquino, i també fou soci corresponent de la Societat Econòmica d'Amics del País de Girona. El 1897 va presidir la delegació espanyola al IV Congrés Científic Internacional de Catòlics, celebrat a Friburg, a Suïssa. Des del seu pensament filosòfic fou un partidari de l'escolasticisme i va propugnar una renovació del tomisme. Entre les seves publicacions es troben obres de caràcter pedagògic com Curso de metafísica (1881), Método de enseñanza de lengua hebrea (1881) i Diccionario de la lengua castellana (1890), amb correspondència catalana.

## Obra
- Sinopsis de la conjugación castellana: sinopsis de la conjugación latina. Barcelona: Imp. de Espasa, hermanos y Salvat, 1871.
- Curso de metafísica: que ha servido de texto en la Facultad de Filosofía y Letras de la Universidad de Barcelona para las explicaciones dadas en el presente año académico. Barcelona: Tipografía de Damián Vilarnau, 1877.
- Método de enseñanza de la lengua hebrea. Barcelona: Establecimiento tipográfico de los Sucesores de N. Ramírez y C.ª, 1881.
- Ampliación de la psicología y nociones de ontología, cosmología y teodicea. Barcelona: Imprenta de la Viuda é Hijos de J. Subirana, 1884.
- Discurso inaugural que en la solemne apertura del curso académico de 1886 á 1887 leyó ante el claustro de la Universidad de Barcelona el Doctor D. Delfin Donadiu y Puignau. [Barcelona]: Imprenta de Jaime Jepús, 1886.
- Inscripción hebrea que se lee en uno de los platos que figuran en el museo del Excmo. Sr. Conde de Peralada. Barcelona: Ed. "La Academia", 1888.
- La libertad y el liberalismo. Barcelona: Impr. de la Inmaculada Concepción, 1890.
- Programa teórico-práctico de lengua hebrea. [Barcelona]: Impr. de la viuda e hijos de J. Subirana, 1890.
- El hipnotismo ante la moral y la ciencia. Barcelona: Imprenta de Pedro Ortega, 1891.
- Solemne sesión pública celebrada por la Academia Barcelonesa Filosófico-Científica de Santo Tomás de Aquino en honor de su angélico patrón el día 18 de Marzo de 1888 en el salón del Trono del Palacio Episcopal. Barcelona : Imprenta de Viuda é Hijos de J.Subirana, 1891.
- Conferencia sobre la cuestión obrera en el Congreso Católico de Sevilla: pronunciada en el Fomento del Trabajo Nacional el día 5 de diciembre de 1892. Barcelona: Tipografía Católica, 1893.
- L'Origine des nains de la vallée de Ribas, Catalogne. Bruxelles: Polleunis et Ceuterick, 1895.
- Diccionario de la lengua castellana con la correspondencia catalana: el más completo de los publicados hasta hoy... Barcelona : Espasa y Cia, [1895-1897].
- Le Vrai titre de la Croix. Fribourg: Impr. et Libr. de l'Oeuvre de Saint-Paul, 1898.
- Necesidad y medios de combatir el error y la impiedad. Barcelona: Establ. Tip. de José Espasa, 1898.
- Novísimo diccionario enciclopédico de la lengua castellana. Barcelona: Espasa y Compañia, [1900?].
- Poesías hebreo-castellanas. Barcelona: Imprenta de Subirana Hermanos, 1901.
- Plan d'acció catòlica en els temps actuals : discurs llegit en la XIIª sessió inaugural que celebrá el Centre Moral y Congregació de Sant Lluis Gonçaga de la parroquia de San Francisco de Paula de Barcelona el dia 1 de mars de 1903. Barcelona: Lit. Fábregas, 1903.